# Trachelas bulbosus
Espèce
Trachelas bulbosus est une espèce d'araignées aranéomorphes de la famille des Trachelidae.

## Distribution
Cette espèce se rencontre au Mexique, au Guatemala et au Salvador,.

## Description
Les mâles mesurent de 5,98 à 6,98 mm et les femelles de 6,84 à 8,39 mm.

## Publication originale
- F. O. Pickard-Cambridge, 1899 : Arachnida - Araneida and Opiliones. Biologia Centrali-Americana, Zoology. London, vol. 2, p. 41-88 (texte intégral).